# 不均衡症候群
不均衡症候群（ふきんこうしょうこうぐん）とは、身体の電解質（主にナトリウム、カリウム）のバランスが崩壊することによって引き起こされる様々な症状の総称。 自覚症状としては下肢つり（腓返り）、頭痛、倦怠感等がある。人工透析時に引き起こされることが多い。

## 関連
- 挫滅症候群
- 電解質異常
- 人工透析